# なだれ坂
なだれ坂（なだれざか）は、東京都港区にある坂である。別名、長垂坂（ながたれざか）。

## 概要
東京都港区六本木三丁目4番から、大泉寺、円林寺前を南へ上る長い坂である。旧町名では、麻布今井町、麻布箪笥町、麻布市兵衛町の3町の境界上に位置している。
この坂は地元の住民のあいだでは「なだれ坂」ではなく、もっぱら「ながたれ坂」と呼ばれていた。一方、江戸時代以降の地誌には「流垂、市兵衛町より赤坂氷川社の方へ下る坂をいう。新編江戸志に云う、那だれ、市兵衛町より相馬家の屋敷の方へ下る所」、「相馬家とは相馬大膳亮の中屋敷にて今、今井町四十番地の地なり。此坂は善学寺、円林寺前の坂とす。なだれの義は勾配強からずして斜に傾きたるを邦語なだれといへるより、蓋し其地勢上に得たる名なるべし」と解説されており、切絵図にも「ナダレ（ナダレ坂）」が記されている。坂側に幸国寺があったので「幸国坂」、「幸国寺坂」、旧市兵衛町にかかる坂なので「市兵衛坂」などとの別名でも呼ばれる。
現在は、坂の頂上から六本木通りまで下る方向への一方通行路となっている。坂の東側の斜面には、かつて六本木プリンスホテルがあった。